# 爪哇姜黄
姜黄（Curcuma zanthorrhiza），又名temulawak 、爪哇姜、爪哇姜或爪哇姜黄，是一种姜科植物。 它在爪哇语中被称为temulawak ，在巽他语中被称为koneng gede ，在马都拉语中被称为temu labak 。 其科学名称有时写为Curcuma xanthorrhiza ，但这是一种正字法变体。
这种植物原产于印度尼西亚，更具体地说是爪哇岛，后来传播到马来西亚生物地理区域的几个地方。目前，大部分的 temu lawak 种植于印度尼西亚、马来西亚、泰国和菲律宾。 除东南亚以外，在中国、印度支那、巴巴多斯、印度、日本、韩国、美国和欧洲的一些国家也有发现。
姜黄在热带气候下生长旺盛，最高可达海拔 1500 米。 其根茎在疏松的土壤中生长良好。 

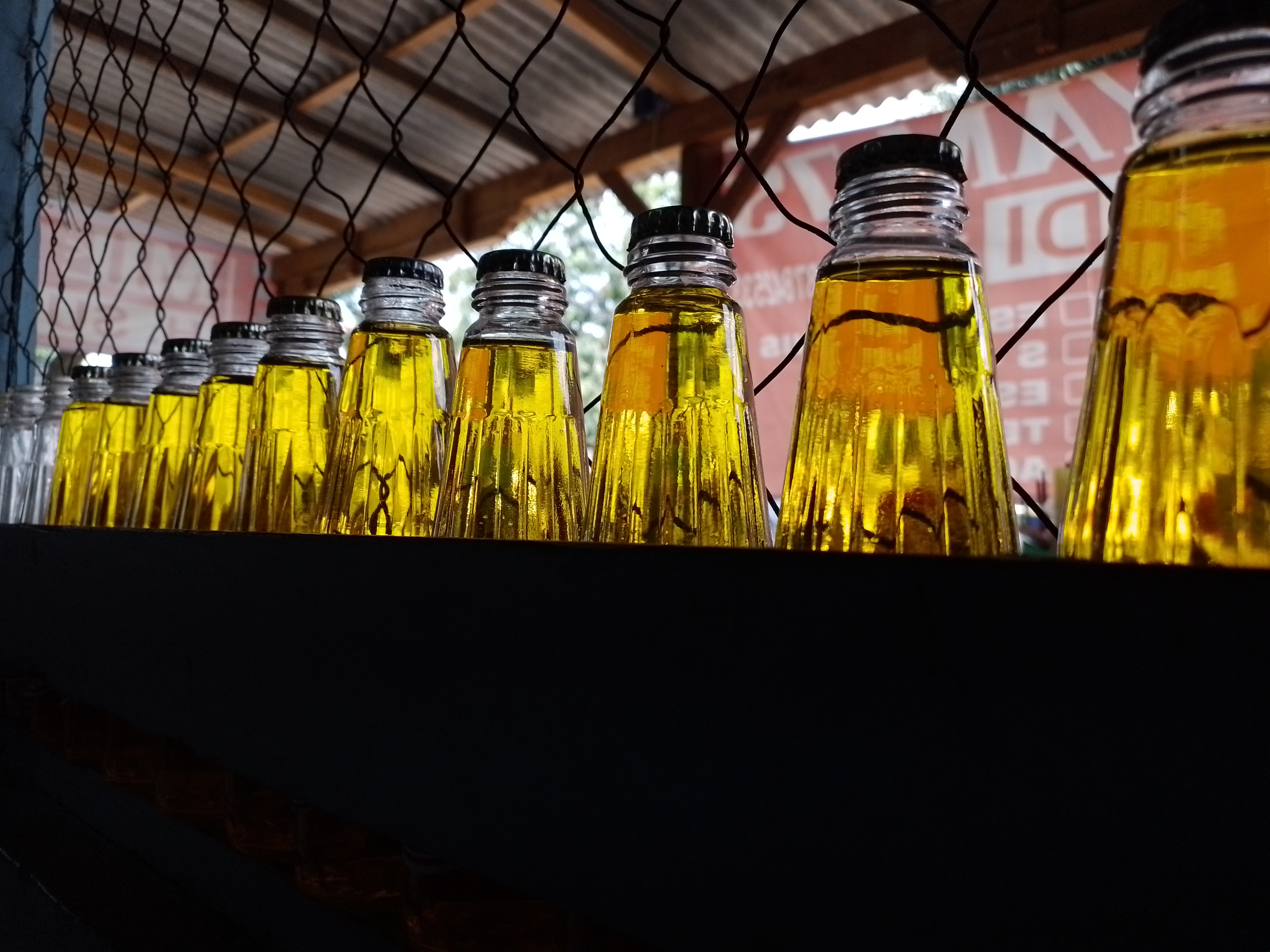
纱丽 temulawak饮料

姜黄是一种药用植物。根茎含有精油（每公斤5毫升），主要由倍半萜烯组成。其中还含有姜黄素（至少 1%，欧洲药典）和淀粉。姜黄用于治疗消化不良。它也是一种香料。 有资料显示，它是一种有效的蘑菇螨虫威慑剂和杀虫剂。 在爪哇，有一种由姜黄汁制成的饮料，叫做sari temulawak 。 